# Giacomo Raspadori
Giacomo Raspadori (Bentivoglio, 18 de fevereiro de 2000) é um futebolista italiano que atua como atacante. Atualmente, atua pelo Atlético de Madrid.

## Carreira
Raspadori ingressou na academia de juniores de Sassuolo em 2009, após um ano no clube local Progresso. Em 9 de agosto de 2018, ele assinou seu primeiro contrato profissional com o Sassuolo, válido por quatro anos.
Raspadori é um atacante rápido, diminuto e ágil, com baixo centro de gravidade, capaz de atuar como segundo atacante, atacante total ou centroavante, meia-atacante e até mesmo como ala em uma formação 4-2-3-1. Jogador de dois pés, que possui boa visão e habilidade técnica, é capaz tanto de fazer gols quanto de fazer gols. Ele também é conhecido por sua capacidade de dar profundidade à sua equipe e explorar ou criar espaço com suas corridas, embora também seja capaz de cair em profundidade e se conectar com os meio-campistas. Seu estilo de jogo atraiu comparações com Antonio Di Natale e Carlos Tevez, embora ele tenha citado Sergio Agüero como uma de suas maiores inspirações.
Raspadori fez sua estreia profissional com Sassuolo em uma derrota por 3-1 na Serie A para Atalanta no dia 26 de maio de 2019.
No dia 11 de agosto de 2025, o Atlético de Madrid anunciou a contratação de Giacomo Raspadori, que assinou contrato de cinco anos com o clube espanhol. Segundo a imprensa italiana, o valor total do negócio é de 26 milhões de euros (cerca de R$ 147 milhões).

## Carreira internacional
Raspadori participou do Campeonato da Europa de Sub-19 de 2019 com a seleção italiana de Sub-19, marcando um gol no torneio. 
Ele fez sua estreia na seleção italiana de Sub-21 em 3 de setembro de 2020, jogando contra a Eslovênia em um amistoso. Ele participou do Campeonato da Europa de Sub-21 de 2021, onde marcou um gol na fase de grupos.
Em junho de 2021, ele foi convocado pelo técnico Roberto Mancini para a convocatória de 26 jogadores para o UEFA Euro 2020, apesar de nunca ter sido convocado pela seleção principal. Em 4 de junho de 2021, ele estreou pela Itália em uma vitória amistosa sobre a República Tcheca, substituindo Ciro Immobile no segundo tempo.

## Títulos
Napoli
- Campeonato Italiano: 2022–23, 2024–25[12]

Seleção Italiana
- Eurocopa: 2020